# Ринок Ор Тор Кор
Ринок Ор Тор Кор (тай. ตลาด อ.ต.ก., O To Ko) — великий ринок свіжих продуктів у Бангкоку, Таїланд. Розташований навпроти Вихідного ринку Чатучак, Ор Тор Кор продає різноманітні продукти та приготувальні продукти. Відкритий у 1974 році, ринок управляється Маркетинговою організацією для фермерів (тай. องค์การตลาดเพื่อเกษตรกร), і був включений CNN до списку 10 найкращих ринків свіжих продуктів у світі у 2017 році. Ринок особливо відомий своїми преміальними фруктовими продуктами, включаючи дуріан та манго.

## Стрілянина 2025 року
28 липня 2025 року чоловік відкрив вогонь по людях на ринку біля пункту збору пожертвувань, убивши щонайменше шістьох людей, чотирьох охоронців та продавця, а також поранивши двох жінок, перш ніж покінчити життя самогубством на лавці.<ref>คนร้ายกราดยิงในตลาด อตก. ล่าสุดหนีไปจบชีวิตที่ม้านั่งกลางตลาด ดับ 6 ศพ [Озброєний чоловік відкрив вогонь на ринку Ор Тор Кор. Остання новина — він утік і покінчив життя на лавці посеред ринку. Шестеро людей загинули.] (Тайська) . Thairath. 28 липня 2025 року. Процитовано 28 липня 2025 р..<ref><ref>Стрільба в Бангкоку НАЖИВО: Щонайменше троє людей поранені, коли озброєний чоловік відкрив вогонь на ринку Тор Кор. Daily Mirror. 28 липня 2025 р. Процитовано 28 липня 2025 р..<ref> Злочинця було ідентифіковано як 61-річного Ноя Прайдаена, мешканця район Хонг, Накхонратчасіма.<ref>Стрілянина в Бангкоку, щонайменше 6 загиблих [Стрілянина в Бангкоку, щонайменше 6 загиблих] (В'єтнамська) . День три. Липень 28, 2025. Процитовано 28 липня 2025.<ref> Поліція заявила на прес-конференції, що стрілець мав конфлікт з 2020 року з охоронцем на ім'я "Містер Нан" на ринку після того, як він підвіз свою дружину продавати сушені продукти на ринку та припаркував там свою машину, яку порізали. На прес-конференції поліція також повідомила, що зловмисник викрав таксі та припаркував його біля виходу 1 у торговому центрі, а потім відкрив вогонь по охоронцях.<ref>ชายไทยบุกยิงในตลาด อตก. เสียชีวิตรวม 6 ราย ตำรวจชี้แรงจูงใจความขัดแย้งส่วนตัว [Таєць стріляє в Ор Тора Кор ринок, убито 6; Поліція стверджує, що мотивом був особистий конфлікт] (Thai) . BBC News. 28 липня 2025. Процитовано 28 липня 2025 р..<ref>